# Влашкуца (Арђеш)
Влашкуца (рум. Vlășcuța) насеље је у Румунији у округу Арђеш у општини Столничи. Oпштина се налази на надморској висини од 201 m.

## Становништво
Према подацима из 2002. године у насељу је живело 325 становника, од којих су сви румунске националности.